# Mary Akrami
Mary Akrami (en persa: ماری اکرمی‎) (Afganistán, 1975/1976) es la directora del Centro de Desarrollo de Habilidades para Mujeres Afganas Ella representó a la sociedad civil afgana en la Conferencia de Bonn el 2001. En 2003, el Centro de Desarrollo de Habilidades para Mujeres Afganas abrió el primer refugio para mujeres en Kabul, Afganistán.
El refugio brinda asesoramiento legal, clases de alfabetización, asesoramiento psicológico y capacitación en habilidades básicas para las mujeres que los necesitan. Akrami está de guardia las 24 horas del día en el refugio, y bajo su liderazgo algunas de las mujeres allí denunció públicamente a sus abusadores y presentó casos judiciales en su contra, algo casi desconocido antes. Ella ha enfrentado amenazas por su trabajo.
Recibió el Premio Internacional a las Mujeres de Coraje en 2007  y fue nombrada en la lista  BBC 100 Women 2016  como una de las mujeres más inspiradoras e influyentes del año
Akrami, fue designada en agosto de 2020, junto a otras 4 mujeres y 37 hombres a participar de las rondas de negociación representando el gobierno afgano frente a un grupo de delegados talibanes, en Doha para llegar a un acuerdo de paz en el país asiático. Aunque, en una entrevista, el grupo de mujeres entiende que sus voces no serán escuchadas por el grupo radical.